# Lyriothemis tricolor
Lyriothemis tricolor là một loài chuồn chuồn ngô thuộc họ Libellulidae. Nó được tìm thấy ở Bangladesh, Trung Quốc, Ấn Độ, Nhật Bản, Myanmar, và Đài Loan. Các môi trường sống tự nhiên của chúng là các khu rừng ẩm ướt đất thấp nhiệt đới hoặc cận nhiệt đới và các khu rừng vùng núi ẩm nhiệt đới hoặc cận nhiệt đới. Nó bị đe dọa do mất môi trường sống.